# Putaendo

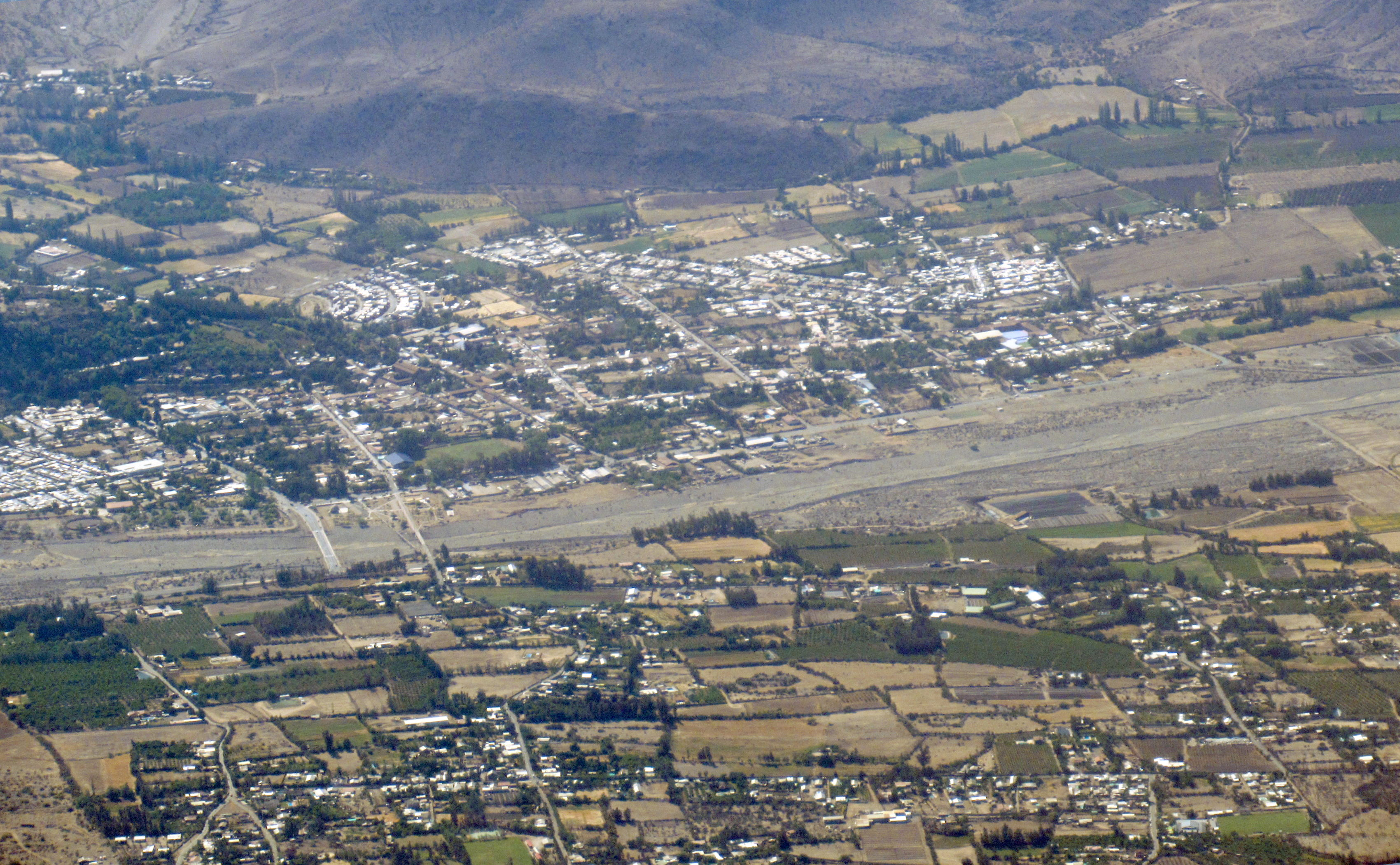
Putaendo

Putaendo är en kommun i Chile.   Den ligger i provinsen Provincia de San Felipe och regionen Región de Valparaíso, i den centrala delen av landet, 110 km norr om huvudstaden Santiago de Chile.
Omgivningarna runt Putaendo är i huvudsak ett öppet busklandskap. Runt Putaendo är det glesbefolkat, med 9 invånare per kvadratkilometer.